# Echinochloa colona
Echinochloa colonum (L.) Link, (Arrocillo) es una especie del género Echinochloa. Se distribuye por África y Asia tropical por campos y bordes de carreteras.

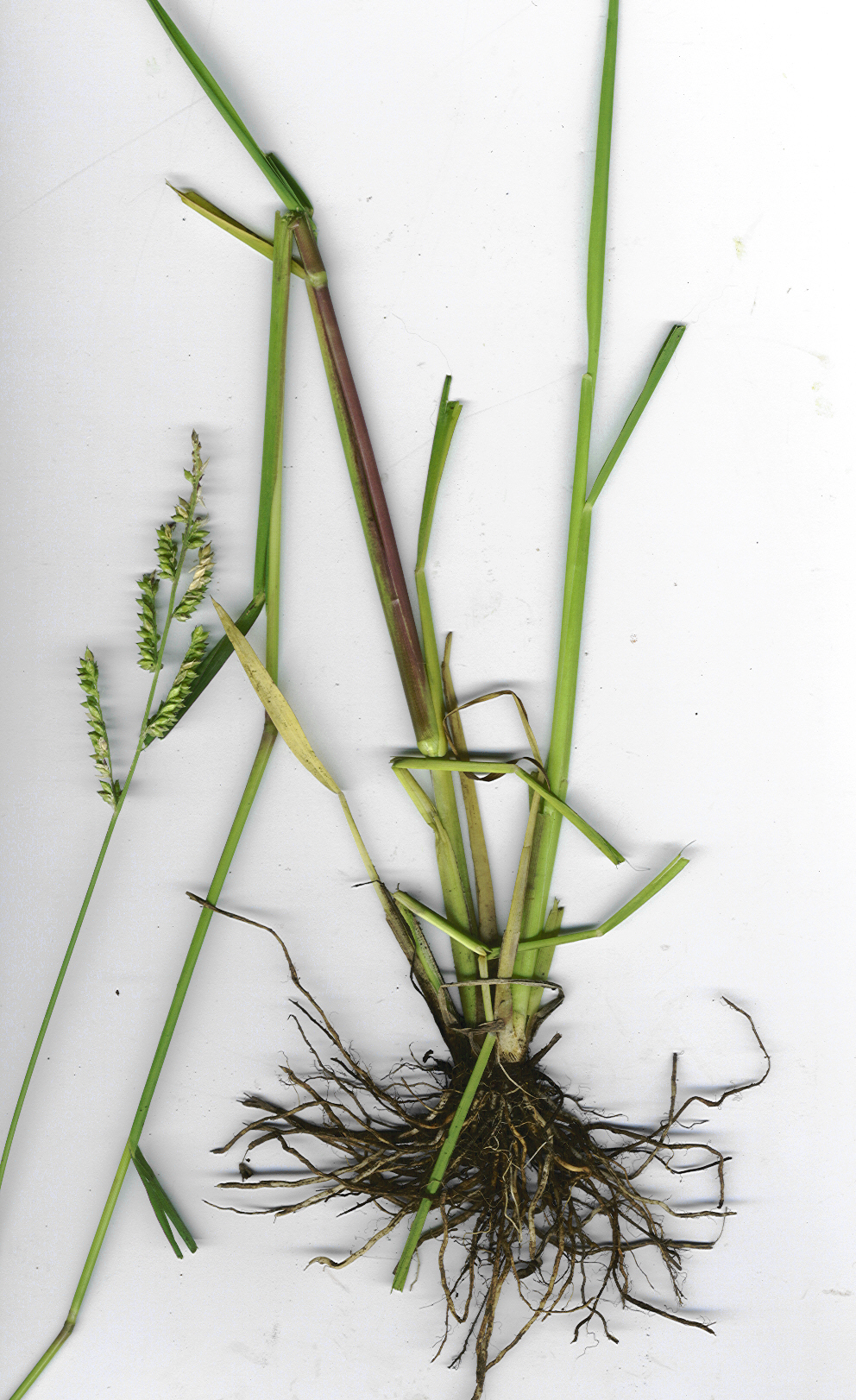
Planta

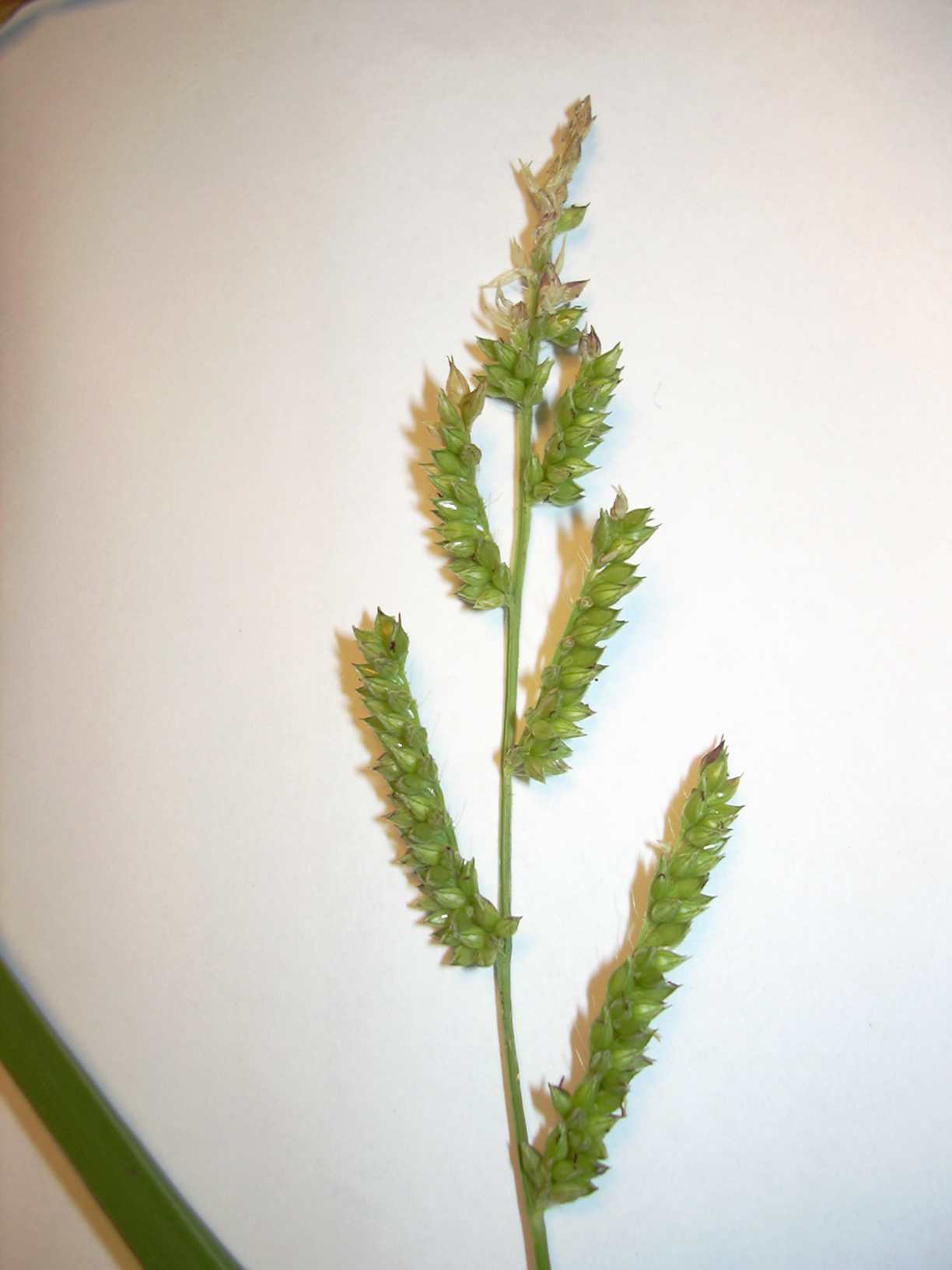
Frutos

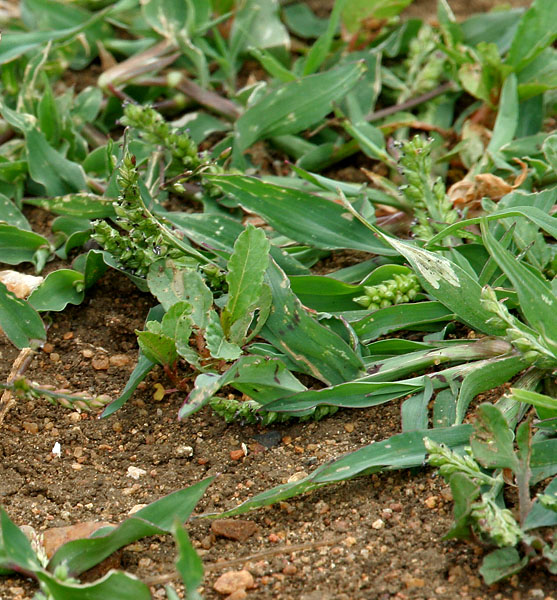
Vista de la planta

## Descripción
Es una planta anual cespitosa y herbácea que alcanza los 60 cm de altura con ramas postradas o ascendentes, nodosas y con hojas de 4-20 cm de longitud con 3-8 mm de ancho . Las inflorescencias en panícula de 2–12 cm de largo, racimos 5–10, de 0.7–3 cm de largo, simples; espiguillas en 4 hileras, 2.3–2.9 mm de largo, agudas o apiculadas; gluma inferior 1–1.5 mm de largo, 3-nervia, gluma superior tan larga como la espiguilla, 5-nervia; flósculo inferior estéril; pálea inferior casi tan larga como la lema inferior pero más angosta; flósculo superior 1.9–2.2 mm de largo, el ápice membranáceo 0.2–0.3 mm de largo; anteras 0.7–0.8 mm de largo.

## Taxonomía
Echinochloa colona fue descrita por (L.) Link y publicado en Hortus Regius Botanicus Berolinensis 2: 209. 1833.
Citología
Número de cromosomas de Echinochloa colonum (Fam. Gramineae) y táxones infraespecíficos: 2n=54
Etimología
Echinochloa: nombre genérico que deriva del griego equinos (erizo) y chloé (hierba), aludiendo a la inflorescencia.
colona: epíteto latino que significa "agricultor o colono", de aplicación desconocida.
Sinonimia
- Brachiaria longifolia Gilli
- Digitaria cuspidata (Roxb.) Schult.
- Echinochloa divaricata Andersson
- Echinochloa equitans (Hochst. ex A.Rich.) C.E.Hubb
- Echinochloa subverticillata Pilg.
- Echinochloa zonalis (Guss.) Parl.
- Milium colonum (L.) Moench
- Milium colonum (L.) Kunth
- Oplismenus colonus (L.) Kunth
- Oplismenus cuspidatus (Roxb.) Kunth
- Oplismenus daltonii (Parl. ex Webb.) J.A.Schmidt
- Oplismenus margaritaceus (Link) Kunth
- Oplismenus muticus Phil.
- Oplismenus pseudocolonus (Roem. & Schult.) Kunth
- Oplismenus repens J.Presl
- Orthopogon dichotomus Llanos
- Orthopogon subverticillatus Llanos
- Panicum brachiariaeforme Steud.
- Panicum brizoides L.
- Panicum caesium Hook. & Arn.
- Panicum colonum L.
- Panicum cumingianum Steud.
- Panicum cuspidatum Roxb.
- Panicum daltonii Parl. ex Webb
- Panicum echinochloa T.Durand & Schinz
- Panicum equitans Hochst. ex A.Rich.
- Panicum flaccidum J.Koenig ex Hook.f.
- Panicum geniculatum Forssk. ex Spreng.
- Panicum haematodes C.Presl
- Panicum hookeri Parl.
- Panicum incertum Bosc ex Steud.
- Panicum margaritaceum Link
- Panicum musei Steud.
- Panicum numidianum C.Presl
- Panicum petiveri Kotschy ex Griseb.
- Panicum prorepens Steud.
- Panicum pseudocolonum Roth
- Panicum tetrastichum Forssk.
- Panicum zonale Guss.
- Setaria brachiariaeformis (Steud.) T.Durand & Schinz[4][5]

## Nombre común
- España: arrocillo, cerreig, pasto del arroz, pata de gallina, pierna de gallo meridional.
- Argentina: capím, arroz silvestre, grama pintado, pasto colorado.
- Chile: hualcacho.
- Colombia: liendre de puerco, paja de apto.
- Perú: Arrocillo
- Cuba: Mete bravo